# Mystic Prophecy
A Mystic Prophecy egy német-görög heavy metal/power metal együttes, amely az új évezred hajnalán, 2000-ben alakult Bad Grönenbach városkájában.

## Történet
A zenekart Roberto Dimitri Liapakis énekes és Martin Albrecht basszusgitáros hozták létre, akik korábban a Valley's Eve nevű formációban játszottak együtt. Hozzájuk csatlakozott Dennis Ekdahl dobos és az akkor már ismert gitáros Gus G. (Firewind). Az amerikai power metalt európai, dallamos stílusjegyekkel vegyítő zenekar 2001-ben adta ki első lemezét az alig ismert B.Mind Records kiadónál. A Vengeance nem is ért el különösebb sikereket, azonban szakmai körökben a zenekar felkeltette az érdeklődést és a metal-szféra vezető kiadója, a Nuclear Blast szerződtette is őket. A zenekar stílusát elsősorban Gus G. erőteljes gitárjátéka és a görög származású R. D. Liapakis könnyen felismerhető orgánuma fémjelzi, mely az immár jól promotált Regressus című lemezt is sikerre vezeti. Az első európai turnéját is 2003-ban abszolválja a zenekar a Death Angel társaságában, majd alig egy év múlva meg is jelentetik a következő albumot Never-Ending címen.
A harmadik album valós vízválasztónak bizonyult a zenekar életében: noha sikeres európai körutat tettek a Freedom Call társaságában, két alapító és meghatározó zenész is elhagyta az együttest. Mind Dennis Ekdahl dobos, mind Gus G. gitáros bejelentette távozását. Az ok mindkettejük esetében azonos volt: saját másik zenekaruk (a Raise Hell és a Firewind) karrierjére kívántak koncentrálni. Ettől függetlenül a zenekar lendülete nem tört meg, turnéfellépéseiket Klaus Sperling dobos segítségével abszolválták, majd azonnal stúdióba vonultak. Az új lemez felvételeihez megnyerték Martin Grimm és Markus Pohl gitárosokat a Symphorce zenekarából, valamint Mathias Straub dobost is és 2006-ban egy igazi heavy metal-lemezzel (Savage Souls) rukkoltak elő. Ezt a Majesty társaságában egész Európában bemutatták, majd első lemezükként Amerikában is megjelent. A nemzetközi elismerés nyomán már a következő évben kiadták a Satanic Curses című soralbumot, melyet új kiadójuk, a Massacre Records gondozott. A lemezt néhány death metal stíluselem tette még keményebbé, mint elődjét.
A Primal Fear-rel közös európai turnét követően azonban mind Mathias Straub dobos, mind Martin Grimm gitáros, mind a zenekar-alapító Martin Albrecht basszusgitáros elhagyták az együttest. Helyükre Stefan Dittrich dobos, valamint az énekeshez hasonlóan görög gyökerekkel rendelkező, még csak 22 éves gitáros Constantine, továbbá Connie Andreszka basszeros érkezett. Az új tagokkal felvett Fireangel album 2009 májusában jelent meg. A lemez szakmai körökben ugyan elismerést aratott, de a zenekar ezt nem tudta újabb nagy koncerteken kamatoztatni. Sőt 2009 októberében bejelentették, hogy vállalt fellépéseiket is lemondták "személyes és zenekaron belüli okokból". A zenekar ugyanis dobos nélkül maradt, azonban néhány hónap alatt sikerült ideiglenes megoldást találniuk, így 2010 januárjában Matt C. dobos segítségével már a Stratovarius kíséretében indultak európai turnéra. A további fesztivál-fellépésekhez és az új lemez munkálataihoz azonban állandó tagot kerestek, így 2010. májusától Claudio Sisto erősíti a zenekart a dobok mögött.
Az együttes a sokadik új felállás ellenére is tartotta magát az immár hagyományosnak tekinthető kétéves lemezkészítési ciklushoz, így a Ravenlord címre keresztelt, 11 dalos album a Massacre Records gondozásában 2011. október végén jelent meg. Komoly újítás, előrelépés nem olvasható ki a zenekar munkájából, azonban a "technikás gitárszólókkal fűszerezett, sallangmentes heavy/power metal ... melybe az ökölrázós, csorda-vokálos refrének is beleférnek időnként" nem okozhat csalódást a rajongóknak.
Az új lemez apropóján a zenekar 2012-ben egyfelől a Megadeth, az Edguy, a Blind Guardian, a Kreator vagy éppen az In Extremo társaságában a MetalFest fellépőinek sorát erősíti, másfelől pedig az ugyancsak új lemezüket promotáló és részben szintén német származású Powerwolf és Stormwarrior társaságában a "Wolfsnächte" turné egyik zenekara lesz.

## Korábbi tagok
- Dennis Ekdahl – dobos (2001-2004)
- Gus G. (Kostas Karamitroudis) – gitár (2001 – 2005)
- Klaus Sperling – dobos (2004 – 2005)
- Mathias Straub – dobos (2005 – 2008)
- Martin Grimm – gitár (2005-2008)
- Martin Albrecht – basszusgitár (2000-2008)
- Stefan Dittrich – dobos (2008-2009)

## Diszkográfia
- Vengeance (2001)
- Regressus (2003)
- Never-Ending (2004)
- Savage Souls (2006)
- Satanic Curses (2007)
- Fireangel (2009)
- Ravenlord (2011)
- Killhammer (2013)
- War Brigade (2016)
- Metal Division (2020)